# Without You (песня Дэвида Боуи)
«Without You» — песня, написанная и записанная Дэвидом Боуи в 1983 году для своего пятнадцатого студийного альбома Let's Dance. Она была выпущена синглом на лейбле EMI America в Нидерландах, США, Японии и Испании в ноябре 1983 года.
На передней стороне обложки изображена работа художника Кита Харинга, на обратной стороне обложки запечатлена фотография давнего коллаборатора Боуи Дениса О'Ригэна.

## Список композиций

### 7": EMI America / B 8190 (США)
1. "Without You" (Дэвид Боуи)  – 3:08
2. "Criminal World" (Данкан Браун[англ.], Питер Гудвин[англ.], Шон Лионс) – 4:25

## Участники записи
- Дэвид Боуи – основной и бэк- вокал
- Стиви Рэй Вон – соло-гитара
- Найл Роджерс – ритм-гитара
- Бернард Эдварс – бас
- Тони Томпсон – ударные
- Стэн Харрисон[англ.] – саксофон
- Стив Элсон – саксофон
- Фрэнк Симмс[англ.] – бэк-вокальные партии
- Джордж Симмс – бэк-вокальные партии

Продюсеры
- Дэвид Боуи
- Найл Роджерс

## Хит-парад
| Хит-парад (1984)     | Лучшая позиция |
| -------------------- | -------------- |
| US Billboard Hot 100 | 73             |